# دورة حياة سلعة

مراحل دورة حياة السلعة

دورة حياة سلعة أو إدارة دورة حياة المنتج هي مجموعة من الاستراتيجيات تستعمل في علم الإدارة والهدف منها تحديد دورة حياة المنتج. وتتغير الظروف (الإعلان، والتشبع) التي تمر بها السلعة أثناء بيعها حسب الوقت ولذلك يدرس كل تغير حسب الفترات الزمنية المختلفة التي يمر بها.

## الأهداف
وتتمثل أهداف إدارة دورة حياة المنتج في الحد من وقت تسويق السلعة، وتحسين جودتها، وتخفيض تكاليف النماذج الأولية، وتحديد فرص المبيعات المحتملة ومساهمات العائدات، والحد من الآثار البيئية عند انتهاء عمر السلعة. ولذلك، فإن للسلع والخدمات مدة حياة تطول وتقصر، فهي معرضة للتقادم عندما تجاوز التقنية لها، أو عندما يمل المستهلك منها لإعتبارات كثيرة في مقدمتها تغيير الطراز أو الأذواق أو الموضة، فقد تصبح السلع بائرة عندما يقدم المنتجون على إنتاج سلع مبتكرة ومواصفات متميزة أو بظهور احتياجات جديدة في السوق لا يقدر المنتجون على تلبيتها.

## القيود
من المهم بالنسبة لمديري التسويق فهم القيود المتعلقة بنماذج إدارة دورة حياة المنتج (PLC). ومن الصعب على إدارة التسويق أن تقيس بدقة مكان السلعة في دورة حياتها. فليس بالضرورة أن يكون ارتفاع المبيعات في حد ذاته دليلاً على النمو، وانخفاض المبيعات في حد ذاته لا يتم تصنيفه كتراجع، وبعض المنتجات، مثل كوكاكولا وبيبسي، قد تعاني من التراجع.
ولدى السلع المختلفة «أشكال» مختلفة من إدارة دورة حياة المنتج (PLC) "shapes". فالسلعة الجديدة تتطور كمرحلة نمو مائل حاد، ومرحلة نضج قصيرة، ومرحلة انخفاض حاد مائل. وتشهد بعض السلع مثل كوكاكولا وبيبسي نموًا، ولكنها أيضًا تحافظ على مستوى ثابت من المبيعات على مدار عدة عقود. وقد يكون لسلعة معينة (أو سلع مجتمعة ضمن صناعة) شكل فريد من إدارة دورة حياة المنتج (PLC)، ومثل هذا الاستخدام لنماذج إدارة دورة حياة المنتج النمطية يكون مفيدًا فقط كدليل تقريبي لإدارة التسويق.
بالنسبة لمنتجات معينة، تكون مدة كل مرحلة من مراحل إدارة دورة حياة المنتج غير متنبأ بها ومن الصعب رصد بدء النضج أو الانخفاض. وبسبب هذه القيود، قد يؤدي الالتزام الصارم بإدارة دورة حياة المنتج (PLC) إلى انحراف الشركة عن أهدافها ومواصفات إستراتيجيتها.
وتنقسم دورة حياة سلعة إلى 5 مراحل تتوافق مع دراسة فكرة السلعة وتنفيذها، وهي م، الذي يوظف أموالا طائلة أحيانا دون أن يعرف تماما مدى استجابة السوق للسلعة، وللتقليل من حالة الشك يقوم المشروع في نفس الوقت بدراسة السوق والتسويق من أجل توجيه إنجاز السلعة.

## المرحلة الأولى: الانطلاق والإقلاع
إنها مرحلة مهمة جدا بل حيوية فيها تموت السلعة أو تحقق نجاحا وفي هذه المرحلة بالذات يكون الإنفاق كبيرا على نشاطات الترويج وذلك على أمل تعظيم المبيعات.

## المرحلة الثانية: النمو والتطور
إذا لم تمت السلعة في المرحلة الأولى فإنها سوف تستمر في التنامي وتبدأ في العطاء، وإذا ما وجدت السلعة إقبالا كبيرا لدى المستهلكين أو المستفيدين فان المشروع سوف يحقق إرباحا كبيرة ويسترد المصروفات التي أنفقت على السلعة خلال المراحل السابقة.

## المرحلة الثالثة: النضج
في هذه المرحلة تكون السلعة قد احتلت مكانتها في السوق وأصبحت معروفة، وهي تعطي ربحا منتظما إلى حد ما، لأنها في المرحلة الأكثر عطاء، لكن على المشروع في هذه المرحلة الأكثر عطاء، لكن على المشروع في هذه المرحلة أن يبقى منتبها ومتيقظا لأي متغيرات مثل دخول منافسين جدد أو دخول سلعة تفوق بالنوعية والمواصفات الأخرى وقد يحصل في هذه المرحلة أن تبدأ المبيعات بالتناقص. الأمر الذي يتطلب إدامة الجهود البيعة الشخصية وغير الشخصية.

## المرحلة الرابعة: الإشباع ثم التراجع
تبقى المبيعات أولا ثابتة ثم تتراجع فجأة أو قليلا قليلا، الأسباب يمكن أن تكون متعددة وأبرزها التقدم التكنولوجي الذي جعل السلعة القديمة خارج التداول (مثال: المقحل).

## المرحلة الخامسة: التراجع
تبدأ المبيعات في هذه المرحلة بالتراجع والتدهور سريعا وذلك لعدة أسباب.